# Лінео Нтоане
Матлотлісо Лінео Лідія Хечане-Нтоане (Matlotliso Lineo Khechane-Ntoane) (12 травня 1966 — 22 грудня 2017) — дипломат Лесото. Надзвичайний і Повноважний Посол Лесото в Берліні, Німеччина and had a son and a daughter.. Вона відповідала не тільки за Німеччину, але й за Австрію, Францію, Польщу, Монако, Святий Престол і РФ, а також міжнародні організації ЮНЕСКО, МАГАТЕ і ФОНД ОПЕК (OFID). Посольство також охоплює Україну, Вірменію, Білорусь, Азербайджан, Естонію, Грузію, Латвію, Литву та Молдову..

## Життєпис
Майбутній дипломат отримала ступінь із соціології та державного управління.
У 1989—1997 рр. — Офіційний представник Міністерства державного управління
У 1997—2000 рр. — головний інспектор Міністерства місцевого самоврядування та воєводства
У 2000—2008 рр. — заступник секретаря Міністерства фінансів та планування розвитку
У 2004—2005 рр. — Голова Правління Адміністрації Лесото (Міністерство фінансів та планування розвитку)
29 серпня 2005 року — призначена головним виконавчим директором — Служби підтримки, що очолює управління людськими ресурсами та загальним управлінням Міністерства фінансів і розвитку.
У 2007 році — очолила Управління доходів Лесото (LRA), голова Правління LRA
З 18 вересня 2008 по 2010 рр. — Верховний комісар Лесото в Південній Африці (резиденція в Преторії)
З 6 жовтня 2008 року — Верховний комісар Лесото (з місцем проживання в Преторії) до Ботсвани
З 24 жовтня 2008 року — Верховний комісар Лесото (з резиденцією в Преторії) в Намібію
З 9 червня 2009 року — Верховний комісар Лесото (з резиденцією в Преторії) на Маврикій
З 1 жовтня 2009 року — Верховний комісар Лесото (з місцем проживання в Преторії) в Свазіленд
З 9 листопада 2009 року — Верховний комісар Лесото (з резиденцією в Преторії) в Замбії
З 27 жовтня 2010 року — Посол Лесото (з місцем проживання в Преторії) в Зімбабве
З 26 січня 2011 року — Верховний комісар Лесото (з резиденцією в Преторії) на Сейшелах
З 18 липня 2013 року — Надзвичайний і Повноважний Посол Лесото в Німеччині (резиденція Берлін, Німеччина). Вона відповідала не тільки за Німеччину, але й за Австрію, Францію, Польщу, Монако, Святий Престол і РФ, а також міжнародні організації ЮНЕСКО, МАГАТЕ і ФОНД ОПЕК (OFID). Посольство також охоплює Україну, Вірменію, Білорусь, Азербайджан, Естонію, Грузію, Латвію, Литву та Молдову.
З 14 серпня 2013 року — Постійний представник в МАГАТЕ
З 5 вересня 2013 року — Постійний делегат в ЮНЕСКО
З 2013 року — Постійний представник при ЮНІДО
З 12 грудня 2013 року — Надзвичайний і Повноважний Посол Лесото при Святому Престолі
З 27 червня 2014 року — Надзвичайний і Повноважний Посол Лесото в Російській Федерації
З 8 липня 2014 року — Надзвичайний і Повноважний Посол Лесото у Франції
З 10 грудня 2014 року — Надзвичайний і Повноважний Посол Лесото в Австрії
З 14 січня 2015 року — Надзвичайний і Повноважний Посол Лесото в Польщі
З 24 квітня 2015 року — Надзвичайний і Повноважний Посол Лесото в Монако.
6 грудня 2016 року — повернулася на батьківщину до Лесото.